# Iqbal Masih

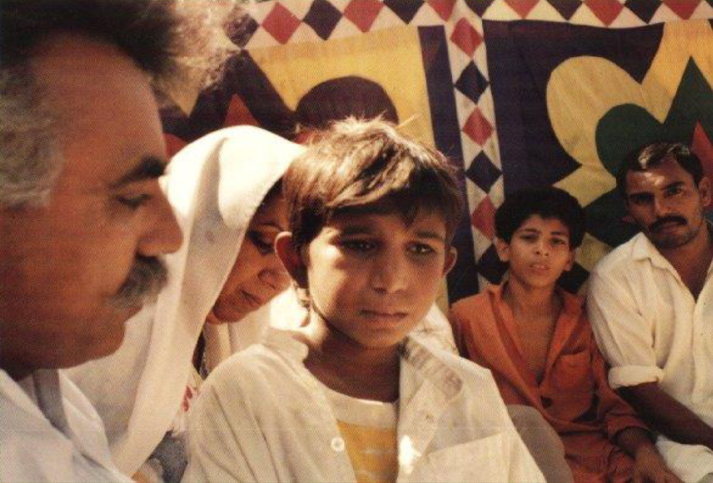
Imagem de Iqbal Masih.

Iqbal Masih (Punjabi, Urdu: اقبال مسیح; nascido em 1983, morto em 16 de abril de 1995) era uma criança paquistanesa que se tornou um símbolo do abuso laboral de crianças nos países em desenvolvimento.

## Infância
Iqbal Masih nasceu em 1983 em Muridke, uma cidade comercial fora de Lahore no Paquistão. Aos 4 anos, foi vendido como escravo pela sua família. A família de Iqbal pediu emprestados 600 rupias paquistanesas (cerca de $7,42) a um empregador local que tinha uma empresa de tecelagem de tapetes, e, em troca, Iqbal ia trabalhar como tecedor de carpetes até a dívida estar paga. Todos os dias, ele acordava antes do nascer do sol e fazia o seu longo caminho pela estrada escura da sua cidade até à fábrica, onde ele e muitas outras crianças eram amarradas com correntes para impedir que fugissem. Ele trabalhava 12 horas por dia, sete dias por semana, apenas com um intervalo de 30 minutos, era pago em 3 centavos por dia pelo empréstimo, mas não interessava o que Iqbal fazia, a dívida cada vez era maior e maior. Iqbal tinha menos de 1,20 metros e pesava apenas 20 quilos. 

## Fuga e ativismo
Aos 10 anos, Iqbal fugiu da sua escravidão, depois de aprender que trabalho escravo era ilegal pelo Supremo Tribunal do Paquistão. Mas foi apanhado pela polícia e devolvido a Arshad tendo-lhe sido dito que o amarrasse de cabeça para baixo se ele tentasse escapar novamente. Pouco depois, a polícia foi subornada e Iqbal foi amarrado de cabeça para baixo de qualquer forma. Iqbal fugiu uma segunda vez e mais tarde juntou-se à Frente de Libertação do Trabalho Escravo (BLLF) do Paquistão para ajudar a acabar com o trabalho escravo infantil em todo o mundo. Iqbal ajudou mais de 3,000 crianças paquistanesas que estavam em trabalho escravo a fugir para a liberdade e, fez discursos sobre o trabalho infantil por todo o mundo. Iqbal decidiu receber educação durante este período, e completou quatro anos de escola em dois anos.

## Morte
Iqbal levou um tiro fatal em Muridke a 16 de Abril de 1995, pouco depois de voltar da sua viagem à América. Tinha 12 anos na altura. Alguns dizem que foi morto por um agricultor, outros dizem que ele foi assassinado devido à sua influência sob o trabalho escravo. O seu funeral teve a presença de aproximadamente 800 pessoas. Existe um livro chamado "A História de Iqbal" que partilha a história do seu legado.

## Legado
A causa de Iqbal inspirou a criação de organizações como Libertem as Crianças, um movimento de jovens e de caridade canadiana, e a Fundação de Crianças Iqbal Masih Shaheed, que começou mais de 20 escolas no Paquistão. Em Janeiro de 2009, o Congresso dos Estados Unidos estabeleceu o prémio anual Iqbal Masih para a Eliminação do Trabalho Infantil.
Em 1994, Iqbal visitou a Escola Intermédia Broad Meadows em Quincy, Massachusetts, e falou para os alunos do sétimo ano sobre a sua vida. Quando os estudantes souberam da sua morte, decidiram angariar dinheiro e construir uma escola em sua honra no Paquistão.
A história de Iqbal foi contada num livro chamado Iqbal de Francesco D'Adamo, uma história ficcional baseada em eventos reais, do ponto de vista de uma criança chama Fatima.
O prémio Nobel da Paz de 2014 foi ganho por Kailash Satyarthi nos campos da prevenção do trabalho infantil e educação feminina. Satyarthi mencionou Masih no seu discurso, dedicando-o a ele e outros "mártires". 